# Iac
|  | No s'ha de confondre amb Yak. |

El iac (Bos grunniens) és un bòvid que es troba a la regió de l'Himàlaia de l'Àsia central, a l'Altiplà del Tibet, Mongòlia i Rússia. Allí anomenen la femella nak i la seva llet, que al contrari que les ovelles en produeix gairebé tot l'any, la fan servir per a fer iogurt i un formatge de gust molt fort.

## Característiques
Pot arribar a viure fins a 20 anys i pesar entre 200 i 400 kg.

## Races
- Iac domèstic (Bos grunniens Linnaeus, 1766) :

És un animal dòcil que proporciona llana, pells, carn, llet i formatge. Les seves buines seques serveixen com a combustible.
- Iac salvatge (Bos mutus Przewalski, 1883) :

És més gros que el domèstic. Únicament habita el Tibet i és una espècie amenaçada.